# NGC 3385
NGC 3385 est une galaxie lenticulaire située dans la constellation du Sextant. NGC 3385 a été découverte par l'astronome britannique John Herschel en 1828.

## Caractéristiques
Sa vitesse par rapport au fond diffus cosmologique est de 8 121 ± 25 km/s, ce qui correspond à une distance de Hubble de 119,8 ± 8,4 Mpc (∼391 millions d'al).
À ce jour, une mesure non basée sur le décalage vers le rouge (redshift) donne une distance d'environ 119,100 Mpc (∼388 millions d'al). Cette valeur est à l'intérieur des valeurs de la distance de Hubble.